# La Yegros
La Yegros, de son vrai nom Mariana Yegros, est une chanteuse , originaire de Buenos Aires, capitale de l'Argentine. Elle chante notamment le chamamé et la cumbia que ses parents ont amené de la province de Misiones, où ils sont nés avant de s'installer à Buenos Aires. 

## Biographie
La Yegros entreprend des études musicales dans le conservatoire du quartier de Morón. En 2008, elle se présente à un télé-crochet et décide de tenter une carrière. Elle forme alors le groupe De Martinas, qui conjugue electro et musique traditionnelle. Elle a grandi à Morón, dans la banlieue de Buenos Aires.
Elle sort, en 2013, un album intitulé Viene de mí sur le label discographique argentin ZZK. En 2018, elle collabore avec le groupe français VSO pour le titre Où on va de leur EP Kintsugi. L'année suivante, en 2019, La Yegros sort son troisième album studio Suelta produit par King Coya avec la participation d'Eduardo Cabra (Calle 13) et Jori Collignon (Skip&Die) sur son propre label Canta La Selva records.